# Juraj Ďurdiak
Juraj Ďurdiak (* 27. dubna 1952, Bratislava) je slovenský herec. Jeho sestrou je slovenská herečka Judita Ďurdiaková.
Vystudoval herectví na Vysoké škole múzických umění v Bratislavě a operní zpěv na bratislavské konzervatoři. V letech 1974 – 1976 působil jako herec a zpěvák v Divadle pre deti a mládež (dnešní Divadlo Jána Palárika) v Trnavě. Poté až do roku 1983 byl na volné noze. V roce 1983 se stal členem Poetického souboru bratislavského Divadla Nová scéna, od roku 1987 Komorní opery při Slovenské filharmonii a od roku 1989 je stálým hostem v Komorní opeře Slovenského národního divadla. V 70. a 80. letech 20. století hrál ve slovenských, českých, maďarských a německých filmech. Účinkuje v operetách a muzikálech Divadla Nová scéna i v Divadle Jána Palárika. Od 19. listopadu 2002 je uměleckým šéfem Divadla Nová scéna. Od dubna 2006 je manažerem Štúdia L + S.

## Vybraná filmografie
- 1975 Tetované časom (Martin Popelár)
- 1975 Várakozók [Dlhé čakanie] r.: Imre Gyöngyössy, Maďarsko, (Péter)
- 1976 Klavír vo vzduchu [Zongora a levegöben] r.: Péter Bacsó, Maďarsko
- 1976 Cely smerom na more [A tengerre nézó cellák] r.: Gyongyossy
- 1977 Hviezdooký [Csillagszemü] r.: Miklós Márkos, Maďarsko, (Janko)
- 1977 Júlia od vedľa [Die Julia von nebenan] r.: Rainer Bär, NDR, (Robert)
- 1978 Čistá řeka (Pavel Tomáš)
- 1978 Ľudská láska
- 1978 Princ a Večernice (princ Velen)
- 1979 Kam nikdo nesmí (Michal)
- 1979 Smrť šitá na mieru (Tibor)
- 1979 - 1980 Anamnéza (Anamnese) (Dr.Albert) r.: Rainer Bär, NDR
- 1980 Der Spiegel des großen Magus r. Dieter Scharfenberg, Německo
- 1981 Súdim ťa láskou (ředitel cihelny)
- 1983 Martin Luther NDR
- 1987 Úsmev diabla (Hoffman)
- 1987 Niekto ako ja Dežo Ursíni
- 2001 Polizei ruf 110 Tatort, Německo
- 2005 Román pro ženy (Hans)